# Cerro de Los Gallos

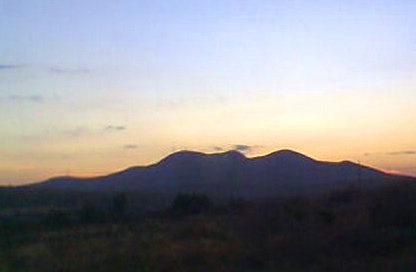
Cerro de los Gallos.

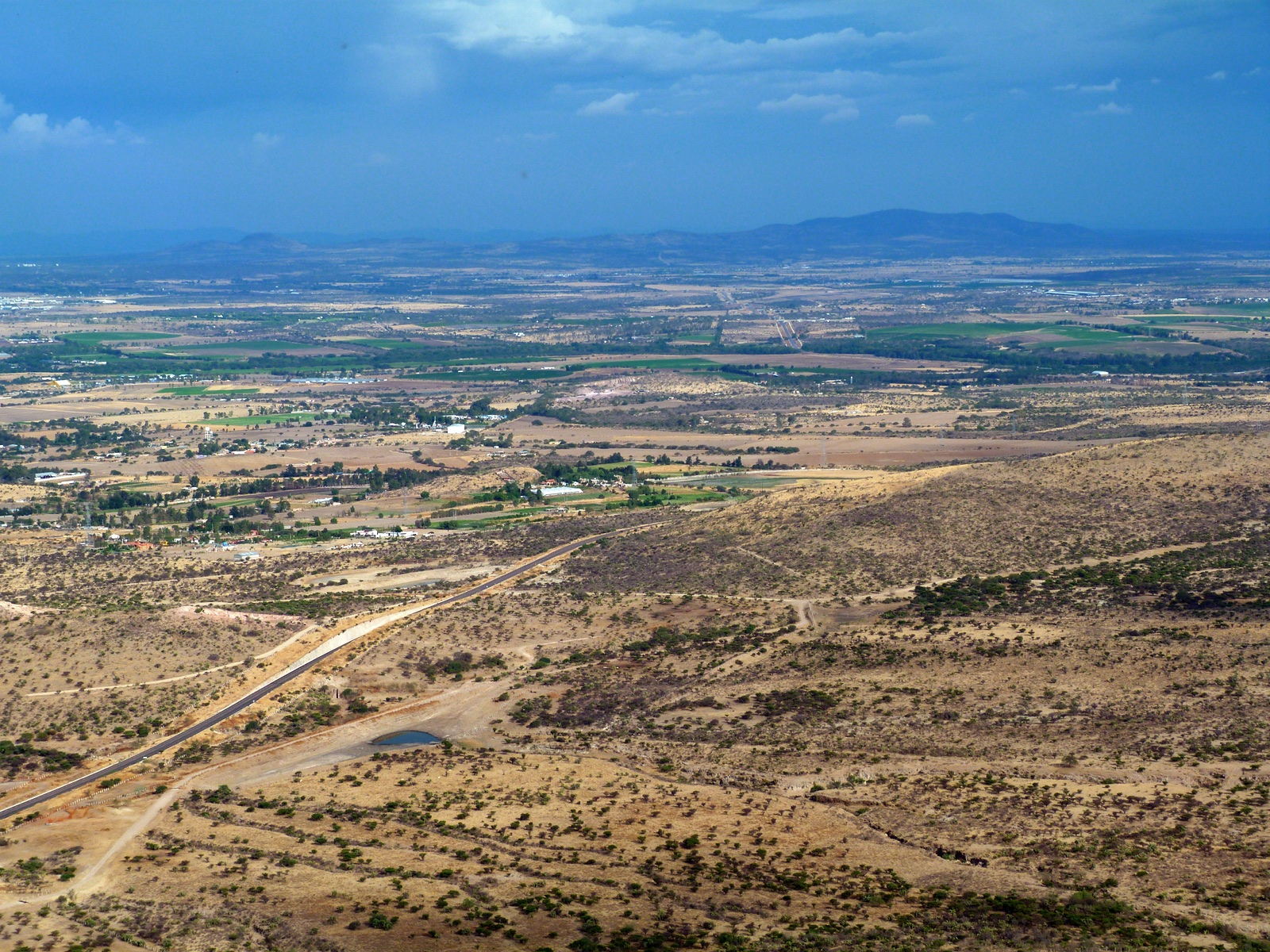
Vista hacia el sureste desde el cerro del Muerto. Al fondo el cerro de los Gallos.

El cerro de los Gallos es una elevación de 2350 m.s.n.m relativamente aislada al sur del estado de Aguascalientes, en colindancia con el estado de Jalisco.
El cerro de los Gallos se encuentra al sur de la ciudad capital, a una distancia aproximada de 25 km.

## Origen del nombre
La creencia popular afirma que el nombre del "Cerro de los Gallos", proviene simplemente de la tradición gallera que ha tenido Aguascalientes a lo largo de los años, sin embargo las leyendas sobre el origen del cerro son de la época virreinal y se supone que tienen que ver con un grupo de indígenas que se hacían llamar de esa forma.
El Cerro de los Gallos no solo se encuentra en el Estado de Aguascalientes además gran parte le pertenece a Jalisco siendo así al Municipio de Encarnación de Diaz, Jalisco.

## Hechos interesantes
Las leyendas ubican al Cerro de los Gallos como uno de los escondites del famoso bandolero Juan Chávez y es donde se supone que tenía guardado la mayor parte de su tesoro.